# Økonomiministeriet
Økonomiministeriet är ett danskt ministerium. Ministeriet har funnits till och från sedan 1957 och ansvarat för hela eller delar av samhällsekonomin. Periodvis har det istället varit del av ett större ministerium som Økonomi- og Erhvervsministeriet eller Økonomi- og Indenrigsministeriet, alternativt inte funnits som egen enhet.

## Historia

### Bakgrund
Från senare halvan av 1930-talet fanns det en efterfrågan att upprätta ett regeringsorgan som kunde samordna den ekonomiska politiken. Bakgrunden var dels depressionen under 1930-talet, som drastiskt ändrat de ekonomiska spelreglerna i såväl Danmark som i andra länder och medför en mängd regleringar som administrerades av myndigheter som Valutacentralen, Priskontrolrådet och sekretariatet for regeringens beskæftigelsesudvalg. De olika enheterna medförde förslag om att skapa ett större administrerande organ för ekonomisk expertis. Bland annat föreslog den dåvarande ordföranden för Priskontrolrådet Holger Koed i 1938 att det skulle upprättas ett ministerium med ekonomiskt utbildade ämbetsmän.
Vid denna tid dominerades existerande ministeriet helt av jurister, juridiska tankegångar och arbetsformer, vilka uteslutande bestod av hantering av enskilda ärenden. Efter slutet av andra världskriget blev det uppfattat som en huvuduppgift för samhället att säkra sysselsättningen för att undvika den stora arbetslösheten som varit under 1930-talet och det upplevdes i vida kretsar som naturligt att staten genom att reglera och koordinera skulle säkra detta.:13-15

### Bildande
Tidpunkten för när ministeriet bildades är omtvistat. Enligt Den Store Danske bildades ministeriet av regeringen H.C. Hansen II (Trekantsregeringen) 1957, med Bertel Dahlgaard som första ekonomiminister. Ministeriet räknade självt, när de gav ut Økonomiministeriet i 50 år 1947-1997, sitt grundande till 1947.

### Starten: Det Økonomiske Sekretariat
Den tidigare socialdemokratiska statsminister Vilhelm Buhl utnämndes 1947 av regeringen Hans Hedtoft I till minister utan portfölj för samordning av den ekonomiska politiken. Buhls viktigaste uppgift var att vara ordförande för den nyupprättade Ministerudvalget for Økonomi og Forsyning (kallat MØF). Samtidigt upprättades Det Økonomiske Sekretariat (känt som DØS) för att assistera honom. Med Alf Therkildsens ord: "Med den nye regering ... blev Økonomiministeriet den 13. november 1947 i realiteten oprettet".:18

### Politbyrån

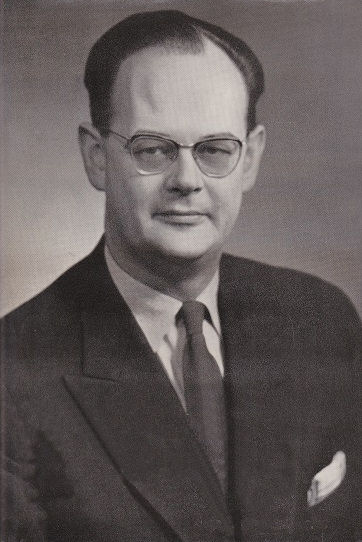
Den senare finans- och statsminister Viggo Kampmann var som sekreterare för Ministerudvalget for Økonomi og Forsyning (MØF) från 1947 de facto den första chefen för det som senare officiellt kom att kallas Økonomiministeriet.

Det Økonomiske Sekretariat hade omkring 10 anställda, där alla akademiker var ekonomer (cand.polit.er), vilket var mycket ovanligt för den tiden.:18-19 DØS blev därför också känt som "Politbureauet", och det utvecklades en helt ny förvaltningskultur i sekretariatet.:203 Sekreterare för MØF blev den tidigare ekonomisk-statistiska rådgivaren vid Skatteministeriet Viggo Kampmann. Finansministeriets ämbetsman Erik Ib Schmidt blev på deltidsbasis de facto underchef för DØS. MØF fick en viktig koordinerande roll for den ekonomiska politiken, då alla ärenden med ekonomiskt innehåll skulle behandlas där innan de eventuellt senare blev taget upp på ett ministermöte där de slutligen skulle godkännas. Buhl styrde MØF ganska bestämt.:18-19
DØS offentliggjorde en nationalbudget i juni 1948 som gav en samlad överblick över den danska samhällsekonomin. Detta var en nyhet med utländsk förebild. Det blev startskottet till den senare återkommande publikationen Økonomisk Oversigt (i dag Økonomisk Redegørelse).:105

### Del i Finansministeriet
När den Venstre-ledda regeringen Erik Eriksen tillträdde 1950, blev MØF aflöst av ett mer informellt fempersonsutskott av ekonomiska ministrar med den nye finansminister Thorkil Kristensen som ordförande. I de bägge regeringspartierna fanns där en stark vilja om att lägga ner DØS, vars bägge ledande ämbetsmän Kampmann och Ib Schmidt var kända som socialdemokrater. Thorkil Kristensen ville som fackekonom emellertid gärna kunna få kvalificerat stöd från DØS.
Lösningen blev därför, att sekretariatet flyttades över till Finansministeriet som en del av Erik Ib Schmidts kontor där. Under de följande tre åren användes beteckningen "Finansministeriets Økonomisk-Statistiske konsulent" istället för DØS. Utgivningen av de ekonomiska redogörelserna fortsatte också därifrån.:20

### Åter självständig institution 1953
Med regeringen Hans Hedtoft III blev Jens Otto Krag 1953 minister utan portfölj för samordning av den ekonomiska politiken och utrikeshandeln (senare kallat arbets- och ekonomiminister), och DØS blev återupprättat som en självständig institution med Erik Ib Schmidt som officiell sekretariatschef. Regeringen satte också samman ett ekonomiutskott bestående av ett antal ministrar där alla förberedelser av ekonomisk betydelse skulle göras med stöd från DØS.
DØS fortsatte därmed att sköta alla ekonomisk-politiska och budgetpolitiska uppgifter åt Finansdepartementet.:21 Finansministeriets departement ansvarade för anslagsfrågorna i samband med finanslov och tilllægsbevillingslov.:203

### Permanent departement
Efter folketingsvalet 1957 bildades "trekantregeringen" bestående av Socialdemokratiet, Radikale Venstre och Retsforbundet. Tjänsten som chef för DØS, som tidigare formellt varit temporär, permanentades och Økonomiministeriet permanentades med Bertel Dahlgaard som minister.:22

### Från 1957 till 2001
Före 1961 bestod ministeriets arbetsområde uteslutande av arbetet i DØS. Det fick då också ansvar för Danmarks Statistik, Nationalbanken och Det Økonomiske Råd (DØR), som upprättades som en oberoende institution 1962. Rigsrevisionen låg under ministeriet från 1971 och till 1991, då den lades under Folketinget. I allmänhet har ekonomiministeriet kännetecknats av att det har haft få direktorat, byrår och institutioner under sig, och antalet ämnesområden var relativt litet. Men eftersom flera ekonomiministrar har varit partiledare har ministeriet ändå fått stor betydelse genom detta.
Efter att Erik Ib Schmidt blev statssekreterare i finansministeriet 1962 byggdes det gradvis upp en starkare ekonomisk kompetens även i det departementet, och en del av de uppgifter som DØS hade hanterat överfördes gradvis till finansdepartementet.:209 Under de kommande decennierna skedde ett antal omorganisationer mellan de två ekonomiska departementen vars relativa betydelse kom att variera som en följd av detta.

### 2000-talet
Økonomiministeriet slogs 2001 sammen med Erhvervsministeriet till Økonomi- og Erhvervsministeriet. Vid sammanslagningen flyttades ansvaret för CVR över til Skatteministeriet, medan bland annat konjunkturbedömningar, Internationella valutafonden och ekonomiskt samarbete i EU flyttades till Finansministeriet.
Økonomi- og Indenrigsministeriet skapades 2011 av Regeringen Helle Thorning-Schmidt I med Radikale Venstres partiledare och vice statsminister Margrethe Vestager som ekonomi- och inrikesminister. Vid detta tillfälle fick ministeriet bland annat tillbaka arbetet med den konjukturövervakningen från finansministeriet. Ministeriet var ett omfattande ministerium med en central roll i Helle Thorning-Schmidts två regeringar under perioden 2011-2015.
Ministeriet lades ner i juni 2015 då den rena Venstre-regeringen Lars Løkke Rasmussen II utnämndes. Ministeriet återkom redan året efter då Simon Emil Ammitzbøll från Liberal Alliance blev minister i koalitionsregeringen (Lars Løkke Rasmussen III).
När den socialdemokratiske enpartiregering Regeringen Frederiksen I tillträdde i juni 2019 lades ekonomiministeriet åter ner, men det återskapades då koalitionsregeringen Regeringen Frederiksen II tillträdde i december 2022 med Troels Lund Poulsen (v) som ekonomiminister. Det återskapade ministeriet övertog från finansministeriet de arbetsområden som rörde övervakning och bedömning av konjunkturcykeln, statistik, frågor som rörde lagstiftningsmodellen, De Økonomiske Råd och de flesta områden inom internationell ekonomi, samt publiceringen av den ekonomiska rapporten och rapporten om ojämlikhet.